# Panzerkette

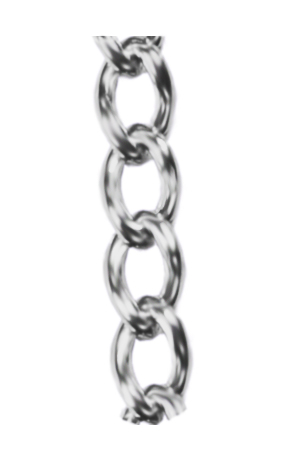
Panzerkette

Eine Panzerkette ist eine Kette, deren Glieder in sich je um 90 Grad verdreht sind, so dass die Kette flach liegen kann. Dadurch kann sie angenehm als Halskette getragen werden.
Breite und dicke Panzerketten erlebten in den 1990er Jahren eine Renaissance, da sie des Öfteren feste Bestandteile des Outfits bei Anhängern der Hip-Hop-Bewegung waren. Meist wurden Ketten aus Silber getragen, oft sehr lang und mit einem überdimensionalen Symbol-Anhänger.